# سوريا تايمز
سوريا تايمز هي صحيفة إلكترونية يومية سورية تصدر باللغة الإنجليزية.

## حساب تعريفي
نشرت صحيفة سوريا تايمز من قبل منظمة تشرين للصحافة والنشر، وهي شركة مملوكة للحكومة تنشر صحيفة تشرين اليومية العربية الرائدة. اعتبارًا من عام 2000، بلغ توزيع هاتين الصحيفتين 5000 و60000 نسخة على التوالي.

## إدانة حرب العراق
وفي مارس/آذار وأبريل/نيسان 2003، حظيت صحيفة "سيريا تايمز" ببعض الاهتمام الدولي بسبب إدانتها القاسية للحرب التي قادتها الولايات المتحدة ضد العراق، وهو ما يتماشى مع الخطاب السوري الرسمي في مناقشات مجلس الأمن التابع للأمم المتحدة . على سبيل المثال، لاحظت صحيفة آيرش تايمز أن " سوريا تايمز هاجمت "الحرب غير المقدسة" التي يشنها بوش و"استراتيجيته الإمبريالية للسيطرة على المنطقة العربية الغنية بالنفط".
وفي مقابلة مع مجلة الشرق الأوسط، قال فؤاد مردود، رئيس تحرير صحيفة سوريا تايمز : “لا أستطيع أن أتخيل أن هناك أي شخص في سوريا يريد مهاجمة سياستنا (…) يمكنك العثور على أشخاص لديهم دوافع شخصية”. من قد يهاجم النظام ولكن ذلك فقط لتحقيق أهداف شخصية”.[بحاجة لمصدر]
في أواخر مايو 2008، اعفي محمد آغا من منصبه كرئيس تحرير لصحيفة سيريا تايمز. ويبدو أن القرار اتخذه وزير الإعلام محسن بلال. تم الإبلاغ عن تاريخ من الاختلافات بين الاثنين. كان السبب الرسمي لإنهاء آغا هو عدم اكتشاف خطأ فيما يتعلق بالتعليق المصاحب للصورة.

## التوقف
في 8 يونيو 2008، اغلقت صحيفة سوريا تايمز لفترة غير محددة من الزمن. وقدمت أسباب مختلفة، أهمها القضايا المتعلقة بعقد رئيس التحرير الجديد. وقد سلم تقرير حول جدوى صحيفة سوريا تايمز إلى مجلس الشعب (البرلمان السوري) في يوليو/تموز، وطلب المساعدة لإعادة تشغيل الصحيفة.
وبعد تأخيرات طويلة، وقع على اتفاق لمدة عامين (مدد منذ ذلك الحين) مع برنامج الأمم المتحدة الإنمائي لمساعدة الصحيفة بمبلغ يصل إلى 900 ألف دولار يستخدم للتحليل وإعادة الهيكلة والتدريب والمعدات. ولم يتم تحديد موعد رسمي لاستئناف نشر صحيفة سوريا تايمز.

## إعادة التشغيل كصحيفة إلكترونية
في 6 تشرين الأول/أكتوبر 2012، افتتح وزير الإعلام عمران الزعبي أول صحيفة سورية إلكترونية "سوريا تايمز". وتزامن الإطلاق مع احتفالات البلاد بالذكرى الـ39 لحرب أكتوبر التحريرية التي قادها الرئيس الراحل حافظ الأسد.
وحول أهمية إعادة إطلاق صحيفة "سوريا تايمز" الإلكترونية، قال الوزير الزعبي: "نحن بحاجة إلى أدوات جديدة للتواصل مع المجتمعات الناطقة باللغة الإنجليزية، لمخاطبة أبناء هذه المجتمعات و نعرض وجهات نظرنا وقضايانا بالطريقة التي يفهمونها، وليس بالطريقة التي نريدها".
وأعرب مدير عام مؤسسة الوحدة الصحفية خلف المفتاح عن أمله في أن تكون إعادة إطلاق صحيفة سوريا تايمز خطوة إضافية للإعلام السوري، استمراراً للجهود الإعلامية الحثيثة والمتواصلة لنشر حقيقة ما يجري على الأرض من افتراءات وأكاذيب على وسائل الإعلام.
من جانبه أكد رئيس تحرير صحيفة سوريا تايمز محمد عبده الإبراهيم أن الصحيفة بتوجيهات من وزير الإعلام عمران الزعبي ستعتمد في تغطيتها الإعلامية المبادئ والأخلاقيات الأساسية. الصحافة، بما فيها الشفافية والمصداقية والموضوعية. وتركز المحتويات الأساسية للقناة اليومية على قضايا ومواضيع تتعلق بالمصالحة الوطنية، الحوار، المجتمع، السياسة، المغتربين السوريين، البيئة، السياحة، الآثار، الرياضة، الاقتصاد، الثقافة، بالإضافة إلى موضوعات تفاعلية متنوعة وقضايا للنقاش. وأضاف الإبراهيم.